# Ester Banda
Ester Mwila Banda (siglo XX - Lusaka, 17 de enero de 2021) fue una política zambiana. Fue diputada a la Asamblea Nacional por Roan de 1964 a 1968 y fue una de las primeras mujeres diputadas elegidas en Zambia.

## Biografía
Miembro del Partido de la Independencia Nacional Unida (UNIP), Banda fue nombrada subsecretaria de la Brigada de mujeres, tras haber recabado apoyos para el partido en Ndola.
En las elecciones generales de enero de 1964, Banda se presentó a la circunscripción de Roan como candidata del UNIP, y fue elegida miembro del Consejo Legislativo, una de las tres mujeres elegidas junto a Margret Mbeba y Nakatindi Yeta Nganga. Con la independencia, más tarde, en 1964, el Consejo Legislativo se convirtió en la Asamblea Nacional. Perdió su escaño en las elecciones de 1968 y más tarde fue gobernadora de distrito y secretaria provincial del UNIP en la provincia de Copperbelt.
Entre 2006 y 2016, fue diputada del Frente Patriótico por Chililabombwe. De 2011 a 2016, fue viceministra de Género.
Falleció en Lusaka en 2021.